# Seat
SEAT, S.A. er en spansk bilproducent med hovedsæde i Martorell nær Barcelona. Virksomheden blev grundlagt 9. maj 1950 af Instituto Nacional de Industria (INI), et statsejet industri-holdingselskab.
I dag er det et 100 % ejet datterselskab til den tyske bilkoncern Volkswagen Group og markedsføres som koncernens ungdommelige og sportslige bilmærke. I 2000 nåede SEAT sin højeste produktion med over 500.000 biler. I 2011 var årsproduktionen på godt 350.000 biler. Tre fjerdedele af årsproduktionen eksporteres til over 70 lande på verdensplan.
Navnet SEAT, var tidligere et akronym for Sociedad Española de Automóviles de Turismo (på dansk: Spansk turbilsvirksomhed), i 1990 blev navnet ændret til det nuværende SEAT, S.A..

## Historie
Virksomheden blev grundlagt i 1950 i Barcelona. SEAT fabrikerede oprindelig Fiat-biler af dele fremstillet i Spanien; senere modeller på VW-basis. SEAT ejes nu af VAG-koncernen.

## Modeller
- Aktuelle modeller på VW-basis
- Ibiza
(2008)
- León
(2005)
- Altea
(2004)
- Altea XL
(2006)
- Altea Freetrack
(2007)
- Exeo
(2008)
- Alhambra
(1996)
- Mii
- Ateca
- Leon ST

- Tidligere modeller på VW-basis
- Arosa
(1997−2005)
- Inca
- Córdoba
(1993−2009)
- Toledo
(1991−2009)

- Tidligere modeller på Fiat-basis
- 124
- 127
- 131
- 133
- 1400
- 600
- 800
- 850
- Fura
- Ibiza
- Malaga
- Marbella
- Panda
- Ritmo
- Ronda
- Terra
- Trans